# Piazza Scossacavalli
Piazza Scossacavalli, detta anche Piazza di San Clemente, Piazza di Trento, Piazza d'Aragona, Piazza Salviati, era una piazza di Roma, importante per ragioni storiche e architettoniche. La piazza fu demolita insieme al quartiere circostante nel 1937 a causa della costruzione di Via della Conciliazione.

## Ubicazione

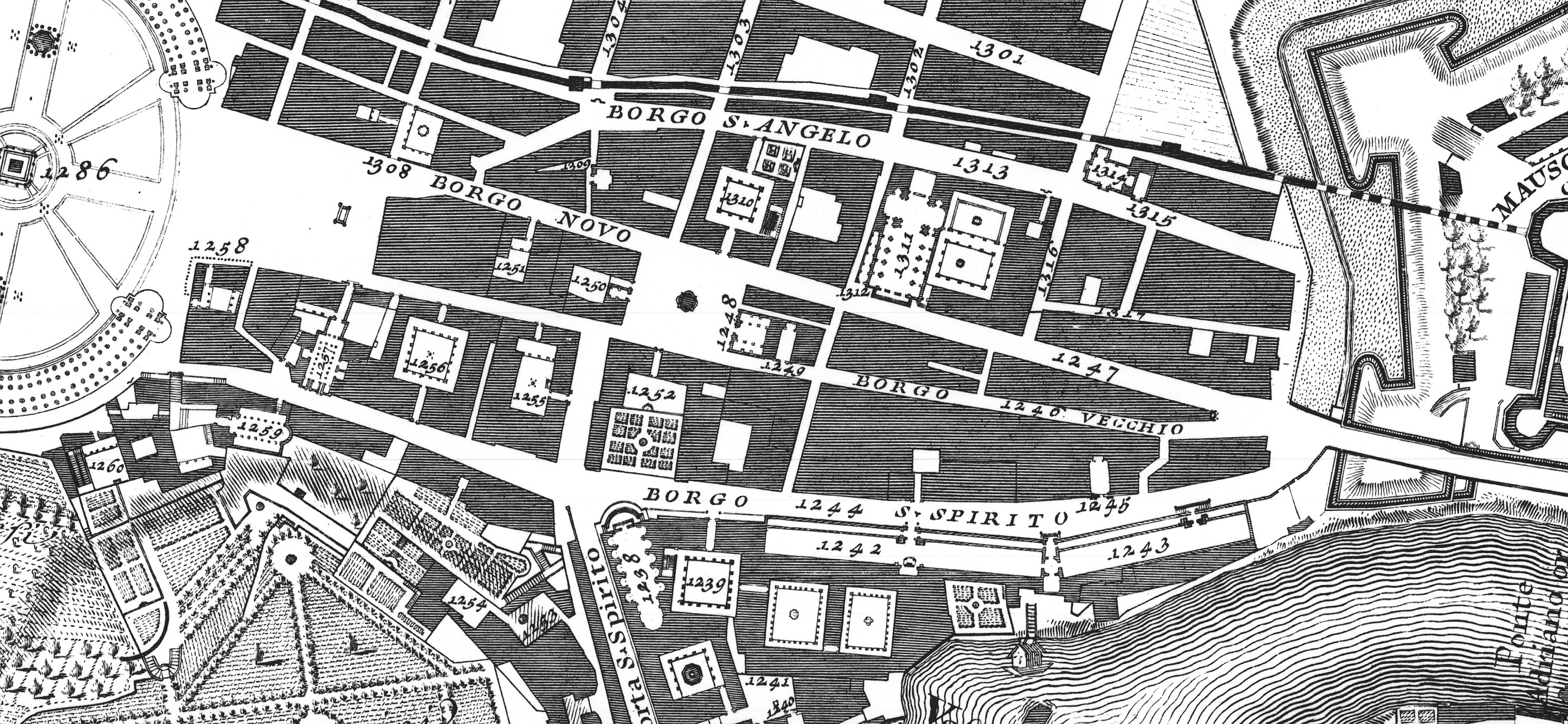
La parte centrale di Borgo con la spina e piazza Scossacavalli (al centro fra Borgo Nuovo e Borgo Vecchio) nella pianta di Roma di Giambattista Nolli (1748)

Situata nel rione Borgo, la piazza, di forma quadrangolare, si  trovava tra le due strade di Borgo Nuovo e Borgo Vecchio, che la attraversavano tangenzialmente rispettivamente lungo il suo lato nord e sud a circa due terzi della loro lunghezza. Piazza Scossacavalli era il centro della cosiddetta spina (il nome deriva dalla sua somiglianza con la striscia mediana di un circo romano), composta da diversi isolati allungati in direzione est-ovest tra Castel Sant'Angelo e San Pietro.

## Denominazioni
Il nome della piazza deriva da quello della chiesa di San Giacomo a Scossacavalli, posta sul suo lato est, che a sua volta deriva da una leggenda secondo cui, quando Flavia Giulia Elena (madre di Costantino il Grande) tornò dal suo viaggio in Terra santa, avrebbe riportato due reliquie di pietra: quella della presentazione di Gesù al Tempio e quella sulla quale Abramo legò Isacco L'imperatrice avrebbe voluto donare entrambe le reliquie alla basilica di San Pietro, ma quando il convoglio arrivò al sito della futura chiesa i cavalli, nonostante le sollecitazioni («scosse») si rifiutarono di muoversi ulteriormente. In quel luogo fu quindi costruita una cappella per ospitare le due pietre, e questa fu l'origine del toponimo. 
La ragione più probabile del nome fu invece la scoperta, vicino alla piazza, di una coscia di una statua equestre romana (coxa caballi in latino volgare).
La piazza ebbe anche molti altri nomi, tutti legati a cardinali proprietari o inquilini dei palazzi che circondavano la piazza (specialmente palazzo della Rovere); essa venne chiamata Piazza di San Clemente (Domenico della Rovere fu cardinale titolare di San Clemente al Laterano), Piazza di Trento (diocesi del Cardinale Carlo Gaudenzio Madruzzo che acquistò nel 1609 il palazzo per 26.000 scudi), Piazza d'Aragona (dal cardinale Luigi d'Aragona, nipote naturale del re Ferdinando I di Napoli e presunto padre della cortigiana e poetessa Tullia d'Aragona, il quale visse nel palazzo dal 1514), Piazza Salviati (dal cardinale Giovanni Salviati, nipote di papa Leone X (r. 1513-21), affittuario del palazzo dal 1524).

## Storia

### Età romana e medioevale

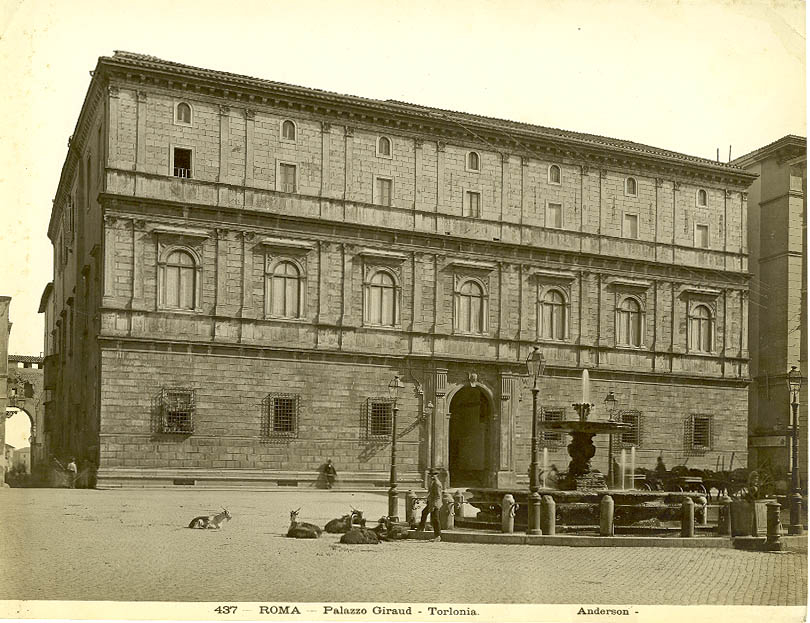
Veduta parziale della piazza con Palazzo Torlonia e la fontana del Maderno (James Anderson, prima del 1859)

In epoca romana, il futuro rione di Borgo, parte dell'ager Vaticanus, era attraversato da due strade: la via Cornelia che partiva da Ponte Milvio e - correndo lungo la riva destra del Tevere - raggiungeva il Mausoleo di Adriano, e la via Triumphalis, che attraversava il Tevere sul Pons Neronianus, dirigendosi a nord in direzione Monte Mario e poi confluendo sulla via Cassia. Molti studiosi pensano che le due strade si incrociassero in un luogo corrispondente a Piazza Scossacavalli.
Nel Medioevo la piazza consisteva in uno spazio aperto di forma irregolare circondato da piccole case e fornaci di mattoni. Sul lato est si trovava la chiesa di San Salvatoris de coxa caballi, in seguito denominata San Salvatore de Bordonia e infine nel 1250 dedicata a San Giacomo. Il lato nord della chiesa era fiancheggiato da una stradina cieca che terminava con un orto e la Meta Romuli, una piramide simile a quella di Gaio Cestio sulla via Ostiense, mentre il lato sud della piazza era attraversato dalla strada detta Carriera Martyrum (il futuro Borgo Vecchio). A nord della piazza c'era invece un terreno su cui i mattoni prodotti dalle fornaci venivano messi ad asciugare. In questa zona durante il XV secolo il cardinale Ardicino della Porta il giovane possedeva diverse case e terreni.

### Rinascimento

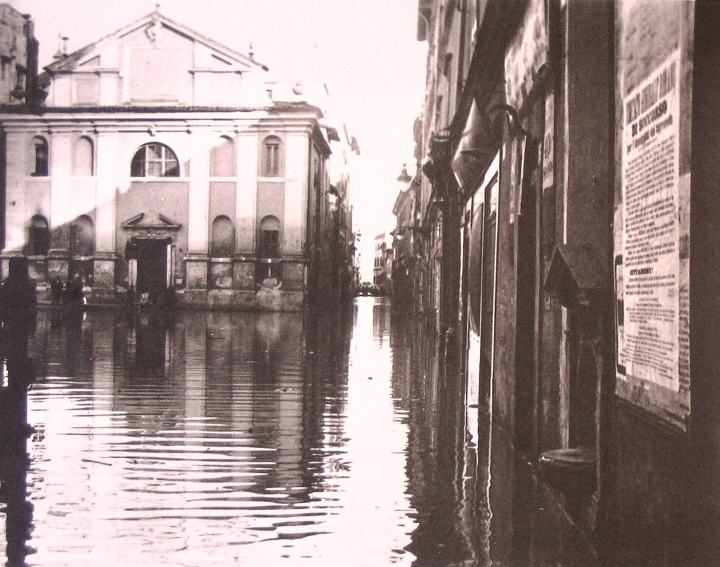
Piazza Scossacavalli e Borgo Vecchio verso est durante l'inondazione del Tevere del 15 febbraio 1915

L'età d'oro della piazza iniziò con il Rinascimento e papa Sisto IV (1471-1484 ca.) il quale, dopo aver riparato le strade di Borgo Santo Spirito e Borgo Sant'Angelo, il 1º gennaio 1474 promulgò una bolla papale nella quale concedeva molti benefici a coloro i quali avrebbero costruito edifici in Borgo più alti di 7 canne (15 m circa). Il primo a far uso di questa legge fu il cardinale Domenico della Rovere, nipote del papa, che negli ultimi due decenni del XV secolo fece costruire sul lato sud della piazza lungo Borgo vecchio (ai n. 139-158) il suo palazzo, ottenendo nel 1481 dal Papa l'esenzione dal pagamento della tassa sul censo; l'edificio fu forse progettato dall'architetto fiorentino Baccio Pontelli
Nel 1499 papa Alessandro VI (r. 1492-1503) aprì per l'Anno Santo del 1500 la strada che dapprima porto' il suo nome (via Alessandrina) e successivamente quello di Borgo Nuovo. La nuova strada attraversava la piazza lungo il suo lato nord e, a causa di ciò e dell'attraversamento di Borgo Vecchio sul lato sud, piazza Scossacavalli divenne il fulcro del rione e lo snodo fra Borgo Vecchio, che divenne una strada isolata, popolare e semplice, e Borgo Nuovo, arteria prestigiosa, turistica e piena di traffico. Il papa concesse privilegi speciali, come esenzioni fiscali, a chi fosse stato disposto a erigere edifici alti almeno 5 canne (11 m ca.) lungo la nuova strada. Adriano Castellesi, tesoriere di papa Alessandro VI e successivamente cardinale di Corneto (oggi Tarquinia), nel 1504 acquistò i terreni sul lato nord della piazza, occupati da un giardino e da diverse piccole case, e vi fece costruire (probabilmente da Donato Bramante) un palazzo, che segue le linee del Palazzo della Cancelleria. Castellesi nel 1505 donò il palazzo, ancora incompiuto, a Enrico VII d'Inghilterra, che ne fece l'ambasciata inglese a Roma; nel 1519 Enrico VIII d'Inghilterra lo regalò al cardinale Lorenzo Campeggi.
Lungo il lato ovest di piazza Scossacavalli, all'angolo con Borgo Vecchio, nel XV secolo c'era una casa di proprietà di Bartolomeo Zon, dove vennero ospitate due regine deposte: Caterina di Bosnia, che visse lì nel 1477-78, e Carlotta di Cipro. Alcuni anni dopo, all'altra estremità del lato ovest, all'angolo con Borgo Nuovo, la famiglia Caprini di Viterbo fece erigere dal Bramante la sua residenza romana, Palazzo Caprini. Il palazzo fu poi acquistato da Raffaello, che lo completò e vi trascorse gli ultimi 3 anni della sua vita, morendo lì nel 1520. Dopo il 1584, dopo aver cambiato diversi proprietari, il palazzo fu acquisito da Camilla Peretti, sorella di Papa Sisto V (r. 1585-1590), la quale agì per conto di suo fratello per donarlo al nipote, il cardinale Alessandro Peretti di Montalto. La Peretti acquistò anche alcune case situate fra Piazza Scossacavalli e Borgo Vecchio, così che il palazzo poté essere ingrandito raggiungendo così la sua massima estensione.
Sul lato est, poco dopo il 1520 la confraternita del Santissimo Sacramento iniziò a ricostruire la chiesa di San Giacomo, scegliendo come architetto Antonio da Sangallo il Giovane, ma a causa della mancanza di fondi la facciata del tempio nel 1590 era ancora incompiuta; la costruzione fu terminata due anni dopo grazie a un lascito testamentario. La chiesa era separata da Borgo Nuovo da una stradina e da una casa appartenente all'Ospedale di Santo Spirito; durante il pontificato di Sisto IV (r. 1471-84) essa era stata affittata a lungo a un valoroso condottiero, Andrea della Casa Dennesia.

### Barocco ed età moderna

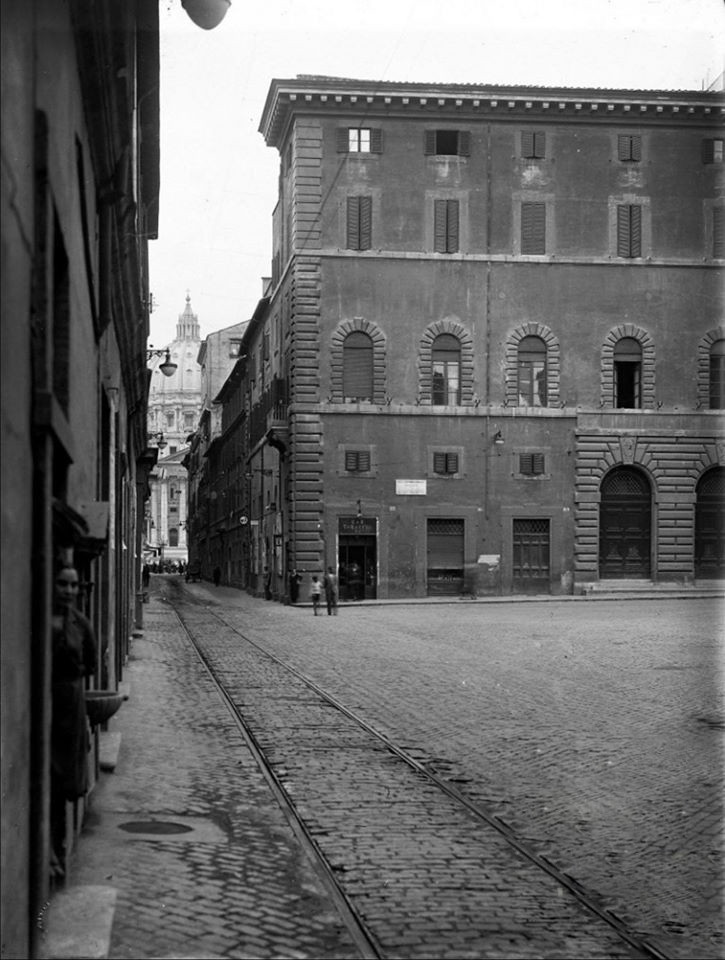
Piazza Scossacavalli, Borgo Vecchio e il palazzo dei Convertendi nel 1930 ca.

All'inizio del diciassettesimo secolo piazza Scossacavalli raggiunse il suo aspetto definitivo, con la sua atmosfera cinquecentesca che avrebbe mantenuto fino alla sua demolizione. Al centro della piazza nel 1614 fu eretta da Carlo Maderno (o Giovanni Vasanzio) una fontana con una vasca mistilinea sormontata da una coppa romana in pavonazzetto recante le armi di papa Paolo V Borghese (r. 1605-21) (l'aquila e il drago). Allo stesso periodo risalgono due fontanelle murali realizzate in marmo bianco e pavonazzetto, decorate rispettivamente con l'aquila e il drago dei Borghese e appoggiate a palazzo Della Rovere. Nel 1655, durante il regno di papa Alessandro VII (r. 1655-67), in questo palazzo furono trasferiti i padri confessori che officiavano in San Pietro, noti come penitenzieri, i quali conferirono all'edificio il suo nome moderno.
Nel 1685 il cardinale Girolamo Gastaldi morì lasciando il suo palazzo all'ospizio dove alloggiavano i protestanti in corso di conversione al cattolicesimo; a causa di ciò, il palazzo divenne noto come Palazzo dei Convertendi.
Palazzo Castellesi invece, dopo aver cambiato diversi proprietari, tra cui le famiglie Campeggi, Borghese e Colonna, fu acquistato nel 1720 dal conte Pietro Giraud e nel 1820 dalla famiglia Torlonia, che ancora lo possiede.
Nel XIX secolo, l'unico intervento di rilievo in piazza Scossacavalli fu la costruzione all'interno del Palazzo dei Convertendi di un oratorio riccamente decorato dedicato a San Filippo Neri con ingresso sulla piazza.

### Demolizione
Negli anni '30 del novecento, con la decisione di aprire una grande strada tra Castel Sant'Angelo e San Pietro, il destino della piazza fu segnato: la spina di Borgo con piazza Scossacavalli fu demolita tra il 29 ottobre 1936 e l'8 ottobre 1937. Tra gli edifici che circondavano la piazza, la chiesa di San Giacomo fu demolita nel 1937; il Palazzo dei Penitenzieri, che era in uno stato fatiscente, non fu abbattuto ma subì un pesante restauro nel 1949, e ora si affaccia sul lato sud di via della Conciliazione; il palazzo dei Convertendi fu demolito, ma alcuni elementi del suo prospetto lungo Borgo Nuovo, compreso il portale sormontato da un bellissimo balcone attribuito a Carlo Fontana o Baldassarre Peruzzi, furono riutilizzati in un palazzo moderno che porta il suo nome ed eretto lungo il lato nord di via della Conciliazione;  Palazzo Torlonia rimase intatto, e fu l'unico edificio non modificato durante i lavori per l'apertura della nuova strada, divenendo anch'esso parte del lato nord della nuova arteria; la fontana di Carlo Maderno fu smontata nel 1941 e conservata nei depositi comunali fino al 1957, quando fu rimontata di fronte a Sant'Andrea della Valle (anch'essa opera del Maderno), anche se diverse parti (tra cui la coppa superiore, che era di epoca romana) non furono più ritrovate e dovettero essere ricostruite.
Il ricordo della piazza sopravvive in una stradina ("via Scossacavalli") che collega Borgo Santo Spirito con Via della Conciliazione.